# Send In the Clowns
«Send In the Clowns» (с англ. — «Выпускайте клоунов») — песня, написанная Стивеном Сондхаймом для мюзикла «Маленькая ночная музыка» 1973 года, который является адаптацией фильма «Улыбки летней ночи» Ингмара Бергмана. Впервые песня прозвучала в исполнении Глинис Джонс.
Песня исполняется во втором акте персонажем Дезире, которая размышляет о неудачах в своей жизни. Помимо всего прочего, она вспоминает свой давний роман с адвокатом Фредриком, который был глубоко влюблен в неё, но чье предложение руки и сердца она отвергла. Встретившись с ним спустя время, она понимает, что влюблена в него и наконец готова выйти за него замуж, но теперь именно он отвергает её, поскольку находится в неконсумированном (то есть в таком, где физически брачные отношения не состоялись) браке с гораздо более молодой женщиной. Дезире предлагает ему жениться, чтобы спасти его от этой ситуации, но он отказывается, ссылаясь на свою преданность своей невесте. Реагируя на его отказ, Дезире и поет эту песню. Эта песня позже воспроизводится как кода после того, как молодая жена Фредрика убегает с его сыном, и Фредрик, наконец, может принять предложение Дезире.
Песня стала популярной за пределами Бродвея после того, как в 1973 году свою версию записал Фрэнк Синатра, чуть позже песню перезаписала Джуди Коллинз. Из-за того, что множество исполнителей (более 900) стали включать эту песню в свой репертуар, она стала джазовым стандартом.

## Версия Джуди Коллинз
Джуди Коллинз записала «Send In the Clowns» для своего альбома Judith. Песня была выпущена как сингл, который вскоре стал крупным поп-хитом. Он оставался в Billboard Hot 100 в течение 11 недель в 1975 году, достигнув 36-го места. При повторном выпуске песни в 1977, она вновь попала в Billboard Hot 100, где на этот раз оставалась в течение 16-ти недель и достигла 19-го места. Исполнительница была номинирована на премию «Грэмми» в категории «Лучшее женское вокальное поп-исполнение», а сама песня одержала победу в номинации «Лучшая песня года».

### Позиции в хит-парадах

#### Еженедельные чарты
| Хит-парад (1975–1978)              | Высшая позиция |
| ---------------------------------- | -------------- |
| Австралия (Kent Music Report)      | 13             |
| Великобритания (OCC UK Singles)    | 6              |
| Ирландия (IRMA)                    | 3              |
| Канада (RPM Adult Contemporary)    | 1              |
| Канада (RPM Top Singles)           | 15             |
| Нидерланды (Dutch Top 40)          | 22             |
| Нидерланды (Single Top 100)        | 25             |
| Новая Зеландия (Recorded Music NZ) | 22             |
| США (Billboard Adult Contemporary) | 8              |
| США (Billboard Hot 100)            | 19             |

#### Годовые чарты
| Хит-парад (1975)              | Позиция |
| ----------------------------- | ------- |
| Австралия (Kent Music Report) | 86      |
| Хит-парад (1977)              | Позиция |
| Канада (RPM Top Singles)      | 132     |